# Milena Bajić
Milena Bajić (in serbo Миленa Бајић?; Podgorica, 13 novembre 1996) è un'ex cestista montenegrina.

## Carriera
Con il Montenegro ha disputato i Campionati europei del 2013.